# جيسون تيري
جيسون تيري (بالإنجليزية: Jason Terry) مواليد 15 سبتمبر 1977، هو لاعب كرة سلة أمريكي يلعب مع فريق هيوستن روكتس في الرابطة الوطنية لكرة السلة ويحمل الرقم 31. يبلغ طوله 6 قدم 2 بوصة (1.9 م).

## فرق لعب لها
- أتلانتا هوكس
- دالاس مافيريكس
- بوسطن سيلتكس
- بروكلين نتس
- هيوستن روكتس

## روابط خارجية
- جيسون تيري على موقع إن بي أي (الإنجليزية)
- جيسون تيري على موقع سبورتس رفرنس (الإنجليزية)
- جيسون تيري على موقع كرة السلة الأوروبية.كوم (الإنجليزية)
- جيسون تيري على موقع كلية كرة السلة في سبورتس رفرنس.كوم (الإنجليزية)
- جيسون تيري على موقع ريلجم (الإنجليزية)
- جيسون تيري على موقع بروبوليرز (الإنجليزية)